# Đam mê sắc dục

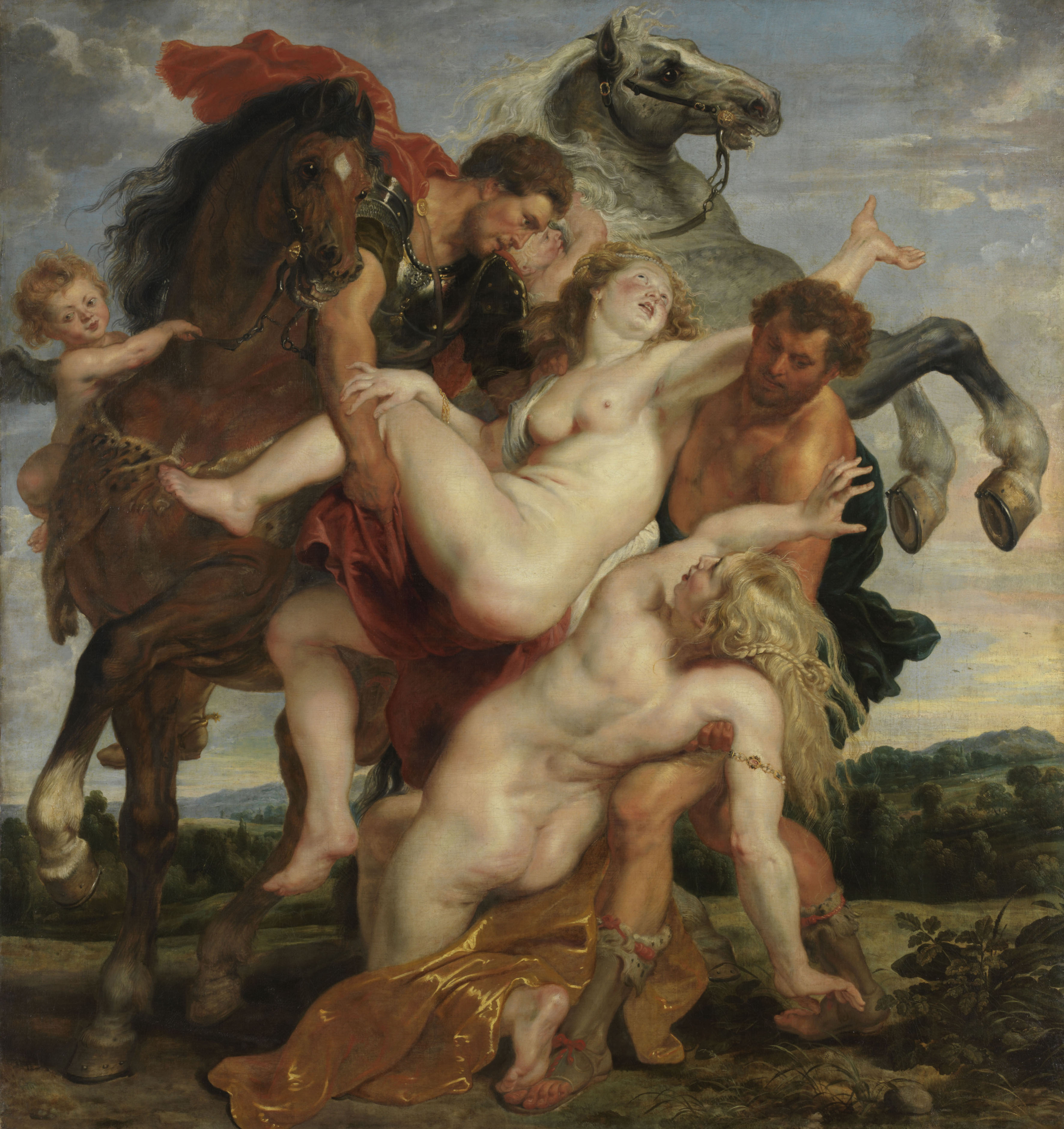
Họa phẩm của Peter Paul Rubens tưởng tượng về một cảnh cưỡng hiếp con gái của Leucippus

Đam mê sắc dục (Sexual desire) hay khát khao nhục dục hay còn gọi là thèm muốn tình dục là một trạng thái cảm xúc và trạng thái động lực được đặc trưng bởi sự quan tâm hướng đến các đối tượng tình dục hoặc đam mê với chuyện làm tình. Khát khao này khởi phát từ động lực thôi thúc tìm kiếm các đối tượng tình dục cũng như niềm đam mê nếm trải, tham gia vào sinh hoạt nam nữ. Đây là một khía cạnh của tính dục, thay đổi đáng kể từ người này sang người khác và cũng dao động tùy theo hoàn cảnh. Sự động lòng, nhạy cảm đê mê trong sinh hoạt nam nữ có thể là sự trải nghiệm phổ xuất hiện biến trong cuộc sống thường ngày của con người. Đam mê sắc dục là trạng thái cảm xúc chủ quan nội tâm có thể được kích hoạt bởi cả tín hiệu bên trong (động tâm) và bên ngoài và có thể dẫn đến hành vi tình dục công khai hoặc được giấu kín, che đậy cảm xúc. Sự khát khao, ham mê có thể được khơi dậy thông qua trí tưởng tượng lôi cuốn và ước vọng, mơ tưởng thân xác, hoặc bằng cách cảm nhận về một người mà mình thấy cuốn hút, hấp dẫn. Sự đam mê cũng được tạo ra và thôi thúc thông qua tâm lý ức chế, đè nén tình ái, được gây ra từ ham muốn, thèm khát thể xác vẫn chưa được được đáp ứng và thõa mãn. Biểu hiện ra bên ngoài của sự thõa mãn khát khao tình dục ở con người bao gồm liếm, mút, đá lưỡi, chụt môi và chạm môi, khóa môi. Sự khát khao này có thể tự phát hoặc theo phản ứng tích cực (ước nguyện yêu và được yêu) hoặc tiêu cực ("đòi yêu", thủ dâm), và có thể thay đổi cường độ dọc theo quang phổ. Đam mê sắc dục có thể được phân biệt với ham muốn tình dục (Libido) là một kiểu tâm sinh lý và có thể dẫn đến các chứng bệnh tâm thần tình dục, ám ảnh tình dục cũng như những biểu hiện lệch lạc, biến thái, trong khi đó đam mê nhục dục là một trạng thái cảm xúc nội tâm thầm kín có thể thôi thúc cá nhân công khai tham gia vào các hoạt động tình dục.

## Tôn giáo
Quan điểm về khát khao nhục dục và cách thể hiện ham muốn này rất khác nhau giữa các xã hội và tôn giáo, nhiều tôn giáo còn cấm kỵ, xem đây là tội tà dâm. Các hệ tư tưởng dao động từ ức chế tình dục đến chủ nghĩa khoái lạc. Luật lệ liên quan đến các hình thức hoạt động tình dục cụ thể (chẳng hạn như hành vi đồng tính luyến ái và quan hệ tình dục ngoài hôn nhân) sẽ thay đổi tùy theo địa lý. Ở một số quốc gia, chẳng hạn như Ả-rập Xê-út, Pakistan, Afghanistan, Iran, Kuwait, Maldives, Morocco, Oman, Mauritania, UAE, Sudan, và Yemen, thì có các quy định hà khắc liên quan đến chuyện yêu đương, sinh hoạt nam nữ. Một số xã hội có tiêu chuẩn kép liên quan đến cách thể hiện khát khao của nam giới và nữ giới. Tục cắt thẻo bộ phận sinh dục nữ ở một số vùng miền nhằm mục đích ngăn cản phụ nữ thực hiện ham muốn tình dục của các chị em. Triết lý đạo Khổng đánh giá không mấy tốt đẹp về đối với việc khát khao thể xác. Dù thừa nhận rằng con người ta miên man giữa hồng trần, khó có thể tránh khỏi lòng ham mê sắc dục nhưng đam mê sắc dục sẽ đánh mất phúc phận của chính mình. Mạnh Tử cho rằng “Thị dục thâm tắc thiên ky thiển, vật dục thiểu tắc tâm trí minh”, một người bị sắc dục che mờ thì sẽ không có trí tuệ, bởi vì sắc dục và trí tuệ là đối lập nhau. Một người có tâm sắc dục càng mạnh thì trí tuệ của người ấy sẽ không có cách nào khai mở ra được. Khi một người luôn ở trong trạng thái tà tư vọng tưởng, nghĩ về sắc dục thì tổn tâm lực. Người cầu danh sẽ bởi vì háo sắc dục mà danh bại. Người cầu lợi sẽ bởi vì háo sắc dục mà lợi mất. Người cầu học sẽ bởi vì háo sắc dục mà bỏ dở giữa chừng. Một người bình thường bởi vì háo sắc dục mà gia sản tiêu tán. Người làm quan bởi vì háo sắc dục mà chức quan mất. Dâm dục là căn nguyên của hết thảy tội ác, ô nhục, tai họa, bệnh tật, thống khổ, phiền não, thất bại và suy nhược.